# スポーツ史学会
スポーツ史学会（スポーツしがっかい、英文名 The Japan Society of Sport History）は、スポーツ・体育の歴史研究を目的として1986年に設立された学会。
初代会長は岸野雄三。事務局を十文字学園女子大学神田研究室内に置いている。
　　

## 事業
- 大会・研究会・講演会等の開催、機関誌の発行など[1]
- 第1（昭和63年）から34号（令和3年）

## 機関誌
- 『スポーツ史研究』[3]